# Ophiacantha alternata
Ophiacantha alternata är en ormstjärneart som beskrevs av A.M. Clark 1966. Ophiacantha alternata ingår i släktet Ophiacantha och familjen knotterormstjärnor. Inga underarter finns listade i Catalogue of Life.